# Crkva Svih Svetih u Aladinićima
Crkva Svih Svetih je katolička župna crkva u Aladinićima u Bosni i Hercegovini.

## Povijest
Nakon što je biskup Petar Čule, 29. kolovoza 1976., blagoslovio temelje nove crkve, 25. listopada 1977., osnovana je nova župa Aladinići-Dubrave posvećena Svim Svetima. Zahvate na crkvi vodio je prvi župnik don Ante Đerek. Novosagrađeni župni stan postao je privremena crkva. Biskup Čule je blagoslovio novu župnu crkvu na Aladinskom brdu, 30. kolovoza 1979. godine.
Siječnja 1981. biskup Pavao Žanić blagoslovio je tri nova zvona (500 kg Krista Kralja, 300 kg Gospino, 150 kg sv. Josipa) i nove dvomanualne elektronske orgulje. Crkvi su neprestano pomagali donatori iz Njemačke; tako su im godine 1981. darovali postaje Križnoga puta u drvorezu.
Nakon što je sve bilo uređeno, 11. travnja 1992., župnik i župljani morali su pred srpskom vojskom napustiti župu. Srpskoj vojsci je crkva služila kao skladište za ukradene stvari, a župna kuća zapovjedno mjesto. Dana 10. lipnja 1992., crkvu su posuli fosforom i zapalili te je gorjela tri dana, sve do 13. lipnja 1992. kada je ovaj prostor opet došao pod nadzor HVO-a.
Na jesen 1995. novi župnik, don Vinko Raguž, konstatirao je stanje: aladinska crkva potpuno spaljena, kuća devastirana rukama i granatama, a župna dvorana podobro granatama uništena. Misu nije bilo moguće slaviti u crkvenim prostorima, pa je za slavlja korišten prostor od općine u Kooperativi na Pileti. Od 1996. krenula je obnova crkve i okolnih prostora koja je potrajala godinama.
Godine 2005. uz pomoć talijanskog Crvenog križa započeta je izgradnja pastoralnoga centra na Aladinićima koja je zgotovljena 2009. godine. Vanjsko oltarište ispred crkve izgrađeno je 2007. godine. Župna crkva je 2009. godine dobila klasične orgulje.

## Opis
Godine 1988. akademski slikar, Zlatko Keser, izrađuje vitraje za župnu crkvu. Akademski kipar Josip Marinović uradio je mramorno raspelo u naravnoj veličini za crkvu. Godine 1990. zamijenjen je crkveni crijepni krov bakrenim. Arhitekt Zlatko Ugljen je izradio plan oltara, sedesa, ambona i podesta za tabernakul, koji su postavljeni u crkvu 1991. godine. Sarajevski akademski kipar Zlatko Grgić izradio je 8 bakrenih reljefa koji su postavljeni iza oltara.
Nakon ratnih događanja, 2000. godine, crkva je obogaćena radovima uglednih umjetnika. Iza oltara je postavljen mozaik sa Svetima u svetištu s Gospom, Kraljicom Hrvata, a izradile su ga akademska slikarica Leila Michieli Vojvoda i akademska kiparica Đurđa Gudlin Zanoški prema Dulčićevu nacrtu. Postavljeni su granitni pod u prezbiteriju, oltar, ambon i krstionica, a djelo su akademskog kipara Nikole Džaje i profesora likovne kulture Josipa Bosnića.

### Mrežna sjedišta
- Aladinići: Tri čestitke. md-tm.biskupija-mostar.ba. Pristupljeno 7. travnja 2023.
- O župi Svih Svetih Aladinići. Pristupljeno 7. travnja 2023.
- Župa Aladinići proslavila patron i 40. Obljetnicu. KTA BK BiH. Pristupljeno 7. travnja 2023.